# Camphrier
Cinnamomum camphora
Espèce
Synonymes
- Laurus camphora (L.)

Classification phylogénétique
Le camphrier, aussi connu sous les divers noms vernaculaires de arbre à camphre, bois de Shiu, laurier de Chine ou encore ravintsara (en malgache) (Cinnamomum camphora (L.) J. Presl, 1825), une espèce de plantes à fleurs de la famille du laurier (Lauraceae). C'est un arbre dont on extrait le camphre par distillation de son bois, le bois de Hô et le ravintsara selon le chimiotype de l'arbre.
Le nom « camphre » vient du latin médiéval camfora, provenant de l'arabe al kafur (الكافور), du nom malais kapur Barus qui veut dire « craie de Barus ». Les marchands malais, qui vendaient le camphre aux négociants venus d'Inde et du Moyen-Orient, l'appelaient kapur (craie) en raison de sa couleur blanche. Barus était le port sur la côte ouest de l'île indonésienne de Sumatra, où les marchands étrangers venaient acheter le camphre.

## Description

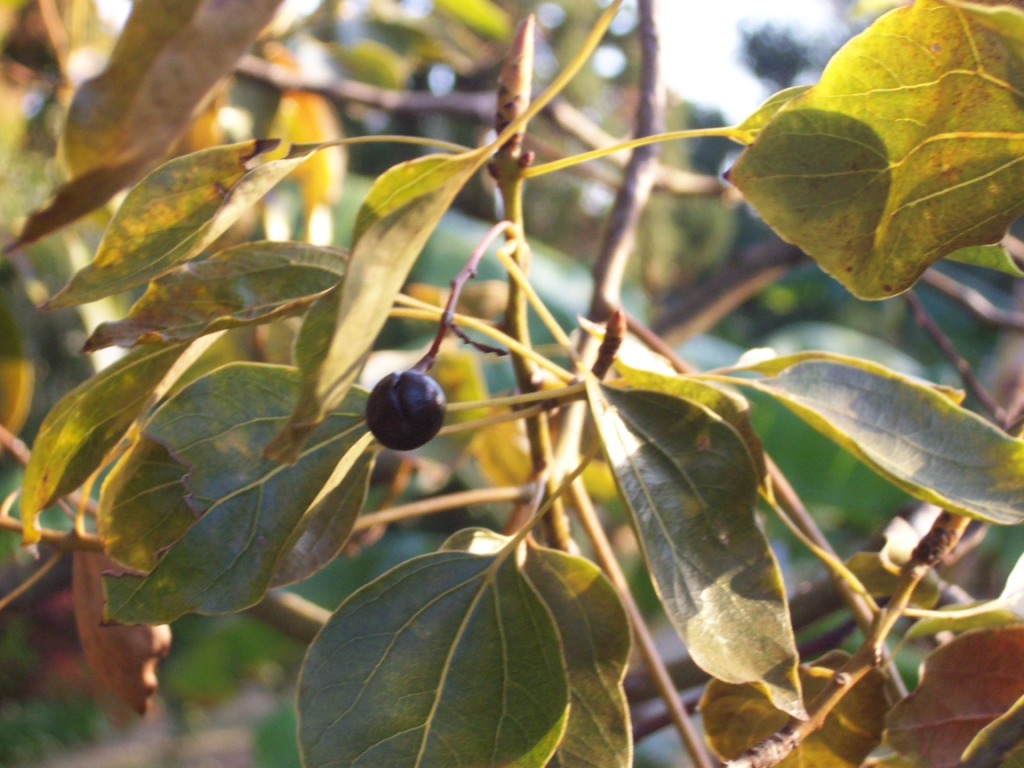
Fruit.

C'est un arbre de taille moyenne, de 15 à 25 m de haut, à feuilles alternes, entières, coriaces et persistantes, pouvant présenter des domaties. De forme générale ovale, elles sont longues de 10 cm environ et dégagent une forte odeur de camphre au froissement. Portées par un pédoncule vert épais, les fruits sont des drupes charnues sphériques, bleu sombre à noires à maturité.

## Aire de répartition
Son aire d'origine se situe en Chine, à Taïwan et au Japon. Il s'est naturalisé dans les autres continents et se comporte parfois comme une espèce envahissante.

## Utilisation

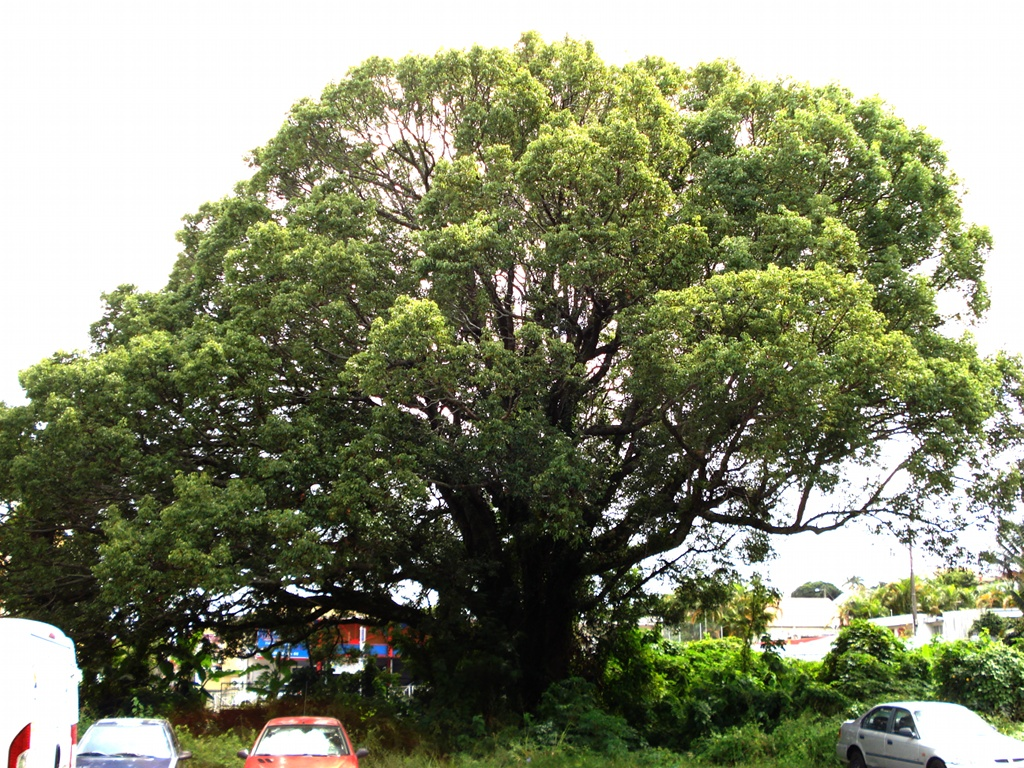
Un camphrier au Tampon (île de La Réunion), sur un terrain classé par la commune pour le protéger ; il est couvert de roses des bois (Merremia tuberosa).

Décoratif par son feuillage toujours vert, il est souvent planté dans les rues comme arbre d'alignement dans les pays chauds.
Le bois du camphrier, dont l'odeur particulière persiste pendant plusieurs années, bénéficie de vertus insectifuges qui éloignent les mites. Pour cette raison, il fut longtemps utilisé par les malletiers pour la fabrication de malles destinées à transporter les fourrures.

### Usage thérapeutique
Selon le chimiotype des camphriers, des substances actives différentes sont tirées de cet arbre.

#### Ravintsara
L'huile essentielle extraite des feuilles des camphriers acclimatés à Madagascar, à chimiotype à 1,8-cinéole, est le Ravintsara. 
Elle est considérée en aromathérapie comme un antiviral majeur et comme un excellent immunostimulant et antidépresseur,, à ne pas confondre avec l'huile de Ravensara aromatica. 
Ses oxydes terpéniques, par leurs propriétés décongestionnantes et mucolytiques, permettent également de soigner les infections respiratoires. Son eucalyptol (ou 1-8 cinéole), inhibant les médiateurs de l’inflammation, soigne les problèmes cutanés (herpès, zonas). 
Elle est utilisée pour l’élaboration du célèbre « Baume du tigre ».
Selon sa teneur en camphre, cette huile essentielle peut être neurotoxique en ingestion à forte dose. Certains de ses composés comme le limonène et le linalol présentent un risque allergique.

#### Bois de Hô
L'huile essentielle de Bois de Hô vient de la distillation du bois de Laurier de Chine, le camphrier originaire de Chine avec un chimiotype à linalol. Sa composition très proche de celle du Bois de Rose, avec des propriétés similaires, cosmétiques et anti-infectieuses pour la peau. Son succès vient de ce que le Bois de Rose est menacé d'extinction.

#### Camphre
Le camphrier qui pousse vers le Viêt Nam présente un chimiotype à camphre.

## Dans la culture japonaise

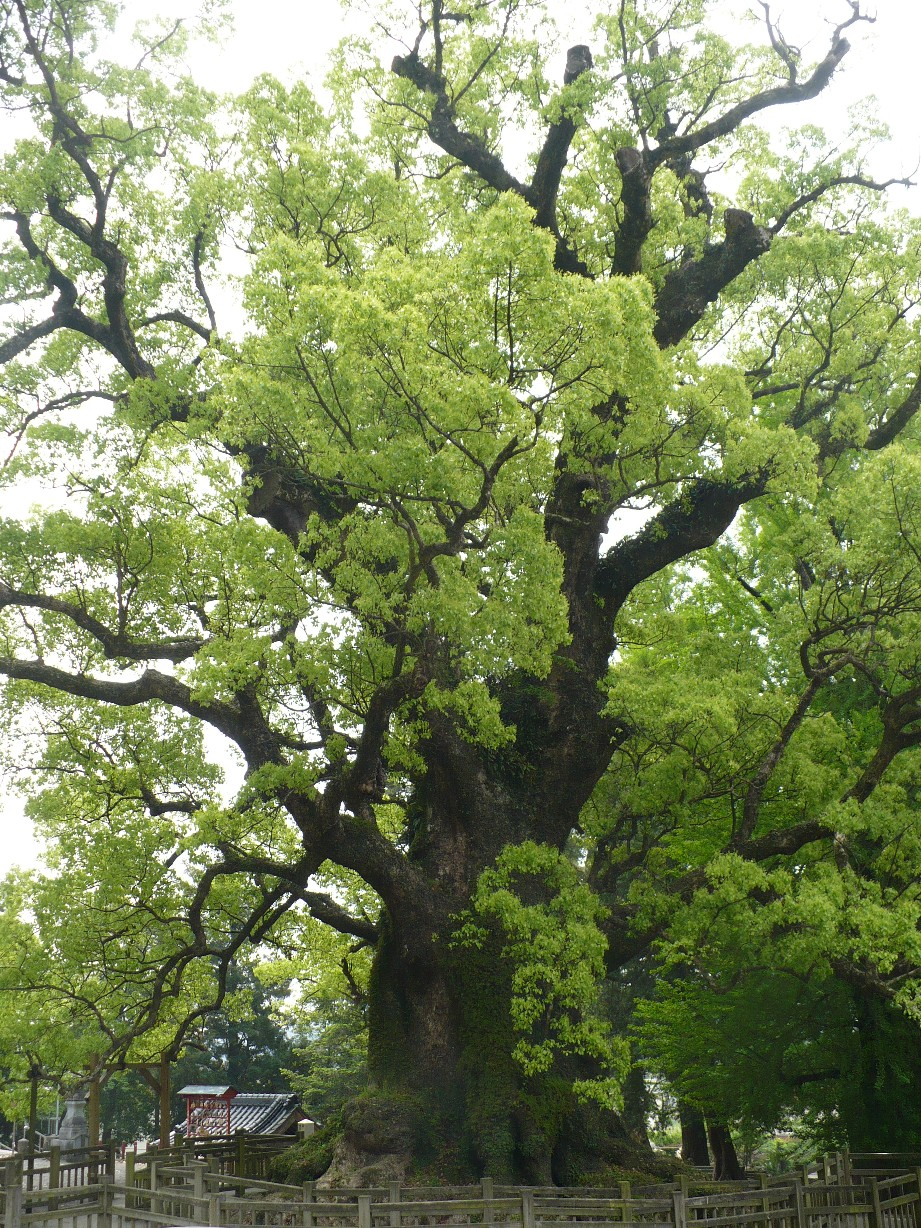
Le plus grand camphrier du Japon, dans la préfecture de Kagoshima.

Très populaire au Japon, le camphrier est l'arbre emblématique de la ville de Hiroshima, le premier avec le Ginkgo biloba, à avoir repris après le bombardement atomique.
Le campus principal de l'Université de Kyoto, surplombé par la tour de l'horloge, arbore un large camphrier qui est aussi l'emblème de cette institution.
Le camphrier joue un rôle central dans le dessin animé d'Hayao Miyazaki Mon voisin Totoro (1988).
La gare de Kayashima a été construite autour d'un camphrier pour éviter de l’abattre.